# Erik Balzer
Pour les articles homonymes, voir Balzer.
Erik Balzer (né le 14 juillet 1991 à Spremberg) est un coureur cycliste allemand. Spécialisé en vitesse individuelle et par équipes sur piste, il a été champion d'Europe de vitesse par équipes juniors en 2009 et espoirs en 2012 et 2013.

## Biographie
Erik Balzer naît le 14 juillet 1991 à Spremberg en Allemagne.

## Palmarès

### Championnats du monde juniors
- Le Cap 2008[1]
  - 5e de la vitesse par équipes juniors
- Moscou 2009
  -  Médaillé d'argent de la vitesse par équipes juniors
  - 35e de la vitesse individuelle juniors

### Coupe du monde
- 2013-2014[1]
  - 2e de la vitesse par équipes à Guadalajara
- 2016-2017
  - 2e de la vitesse par équipes à Los Angeles

### Championnats d'Europe
- Minsk 2009[1]
  -  Champion d'Europe de vitesse par équipes juniors (avec Eric Engler et Alexander Reinelt)
- Anadia 2012
  -  Champion d'Europe de vitesse par équipes espoirs (avec Stefan Bötticher et Eric Engler)
- Anadia 2013
  -  Champion d'Europe de vitesse par équipes espoirs (avec Max Niederlag et Eric Engler)
  -  Médaillé d'argent de la vitesse individuelle espoirs
  -  Médaillé de bronze du keirin espoirs

### Championnats nationaux
- Champion d'Allemagne de vitesse par équipes juniors : 2008 et 2009

- Champion d'Allemagne de vitesse par équipes : 2017